# Open-Access-Buch
Ein Open-Access-Buch bzw. eine Open-Access-Monografie ist eine wissenschaftliche Publikation, die unter den Bedingungen von Open Access (OA) unter einer freien Lizenz online verfügbar gemacht wird.
Der Begriff Monografie wird im bibliothekarischen Sinn verwendet, daher zählen auch Sammelbände und Tagungsbände dazu, die unter einer Herausgeberschaft veröffentlicht werden.
Das Konzept von Open Access, das sich anfangs hauptsächlich auf den Zugang zu Artikeln in wissenschaftlichen Fachzeitschriften bezog, etablierte sich für Bücher erst mit einiger Verzögerung. Mittlerweile bieten jedoch immer mehr Wissenschaftsverlage Autoren die Möglichkeit zur Open-Access-Veröffentlichung. In den meisten Fällen ist dies mit einer Gebühr (Book processing charge, BPC) verbunden, die zusätzlich zu den ohnehin teils erheblichen Druckkostenzuschüssen erhoben wird und die mehrere Tausend Euro betragen kann. Neben dem frei verfügbaren E-Book wird den Lesern oft auch die Möglichkeit angeboten, das Buch gedruckt zu erwerben.
In der Datenbank des Directory of Open Access Books (DOAB) werden beispielsweise mehr als 92.000 Open-Access-Bücher von mehr als 800 verschiedenen Verlagen verzeichnet, mehr als 13.000 davon in deutscher Sprache (Stand März 2025). Insgesamt bedeuten diese Zahlen jedoch, dass erst ein sehr kleiner Teil, nämlich 2,5–3,5 % der jährlich mehr als 80.000 erscheinenden wissenschaftlichen Monografien Open Access sind.
Untersuchungen zeigen, dass Bücher, die Open Access erscheinen, durch die bessere Verfügbarkeit bessere Zitationsraten und eine breitere Leserschaft erreichen als Lehrwerke und Bücher, die Closed Access sind.
Die Initiativen zur Verbesserung der Open-Access-Situation für Monografien als die wichtigste Publikationsform in den Geistes- und Sozialwissenschaften sind vielfältig, Monografien sind zunehmend Bestandteil von Open-Access-Policies und Leitlinien. Zunehmend wird auch Diamond Open Access, bei dem weder Autoren noch Leser Gebühren zahlen müssen, sondern die Kosten durch Förderprogramme oder Institutionen getragen werden, für Bücher gefordert und gefördert.

## Geschichte
Noch vor dem Beginn der Open-Access-Bewegung startete 1971 das Project Gutenberg, das oft als das erste elektronische Buchpublikationsprojekt bezeichnet wird. Hier wurden bereits erschienene Bücher, deren Urheberrechtsschutz in den USA abgelaufen war, in eine elektronische Form überführt und zugänglich gemacht. Es entstanden viele weitere Retrodigitalisierungsprojekte, darunter ab 2003 Wikisource. Nach dem Start von Creative Commons im Jahr 2001 experimentierten Verlage wie O’Reilly, Heise und der VSA-Verlag mit der verzögerten OA-Stellung einzelner Buchpublikationen. Ab 2004 startete Google Books, das jedoch nicht primär das Ziel hatte, Bücher Open Access zu stellen, sondern die Volltexte durchsuchbar zu machen. Wegen Urheberrechtsverstößen blieb das Projekt umstritten.
Abgesehen von den Ansätzen, bereits erschienene Bücher im Netz verfügbar zu machen, entstand eine Open-Access-Kultur für neu publizierte Monografien erst relativ spät: während im Anschluss an die BBB-Erklärungen (Budapest, Bethesda, Berlin, 2001–2003) die Verbreitung von Open-Access für Zeitschriftenartikel rasch an Fahrt aufnahm, passierte im Bereich der Buchpublikationen zunächst nicht viel. Dabei gingen in wissenschaftlichen Bibliotheken die anhaltenden Preissteigerungen im Zeitschriftenbereich zu Lasten der Erwerbung von Monografien, so dass ab 2010 auch von einer Monografienkrise gesprochen wurde.
Seitdem hat die Zahl der wissenschaftlichen Bücher, die Open Access veröffentlicht werden, langsam zugenommen, bewegt sich aber immer noch im niedrigen einstelligen Prozentbereich der Zahl der insgesamt veröffentlichten wissenschaftlichen Monografien.
Mit dem Projekt OAPEN (Online Library Publishing in European Networks) wurde ab 2008 eine von der EU finanzierte Initiative gestartet, um das Publizieren von Open-Access-Büchern, die einem Peer Review unterliegen, zu fördern. Daraus ging 2012 das Directory of Open Access Books (DOAB) hervor. Neben dem Katalog des DOAB gibt es die OAPEN Library, die als Repositorium für Volltexte dient.
Digitalisierungsbestrebungen, gerade auch für Bücher, wurden von einigen Geisteswissenschaftlern von Beginn an kritisch gesehen. Im deutschsprachigen Raum kulminierte die Debatte 2009 mit dem Heidelberger Appell, der sich gegen Google Books und die stärker werdenden Forderungen zum Open-Access-Publizieren richtete. Die Verfechter gedruckter Bücher wie Roland Reuß oder Michael Hagner führen als Hauptargument gegen Open Access an, dass die Verpflichtung seitens der Fördergeber oder Institutionen gegen die Publikations- und damit gegen die Wissenschaftsfreiheit verstoße. Sie vermischen dabei jedoch die Publikation wissenschaftlicher mit denen populärwissenschaftlicher und belletristischer Texte, für die diese Vorgaben nicht gelten.
Entgegen dieser Versuche, die Digitalisierung und Open Access zu stoppen, setzte sich die Auffassung, dass Fördergeber durch Open Access mehr „value for money“ erhalten, in den Folgejahren weitgehend durch. 
Um nicht die Fehler bei der Förderung von Open Access für Zeitschriftenartikel zu wiederholen, indem falsche Anreize bei der pauschalen Übernahme von Article Processing Charges (APC) gesetzt und dadurch Predatory publishing gefördert werden, wird bei der Finanzierung von Open Access für Bücher in den Leitfäden verstärkt Wert auf die inhaltliche und technische Qualitätssicherung gelegt.
Eine im Jahr 2021 vom Oxford International Centre for Publishing (OICP) durchgeführte Studie zur Publikation englischsprachiger wissenschaftlicher Bücher beschreibt die Covid-19-Pandemie als Wendepunkt, an dem erstmals mehr digitale als gedruckte Bücher gekauft bzw. genutzt wurden. Es wird darin auch erwartet, dass Open Access für wissenschaftliche Bücher eine zunehmend größere Rolle spielen wird.

## Gründe für die langsame Verbreitung von Open Access für Bücher
Als Gründe, weshalb Open Access für Bücher nur verzögert etabliert werden konnte und kann, werden angeführt:
- Publikationsform Buch: In den Geistes- und Sozialwissenschaften spielt diese Form der Publikation eine sehr wichtige Rolle, wobei die schnelle Verbreitung weniger wichtig ist als eine erhoffte Langlebigkeit der Verbreitung der Forschungsergebnisse.[22] In den Verlagen wurde zunächst oft fälschlicherweise angenommen, dass Open Access eine ausschließliche Publikation als E-Book bedeute,[23] dabei ist das Open-Access-E-Book meistens nur eine Zusatzoption zum gedruckt erscheinenden Buch.
- Renommee des Verlags: Karrierebestimmendes Element bei der Veröffentlichung von Büchern ist das Erscheinen in einem bestimmten, spezialisierten Fachverlag.[2][24] Diese Verlagslandschaft ist Open Access gegenüber heterogen bis sehr zögerlich eingestellt.[2]
- Bibliometrie: Zitierungen von Büchern erfolgen langsamer und über längere Zeiträume als Zitierungen von Artikeln,[25] was die Messbarkeit der Wirkung von Open Access für Monografien in Vergleich zu Zeitschriftenartikeln schwieriger macht. Verlage vergeben ISBNs, aber es werden nur wenige Metadaten und noch nicht so häufig DOIs vergeben,[26] vor allem nicht für die einzelnen Beiträge eines Sammelbands, was die Auswertung der Zitierungen  erschwert.
- Länge der Texte: erst mit der Verbesserung von Lesegeräten und der Ablösung von Röhrenmonitoren durch Flachbildschirme in den 2010er Jahren wurde das Lesen langer Texte an Bildschirmen angenehmer.[22] Das gedruckte Buch bleibt dennoch in den buchstarken Disziplinen sehr populär.[9]

- Urheberrecht: Das unabdingbare Zweitveröffentlichungsrecht, das seit 2014 Autoren in Deutschland nach einem Jahr das Recht zur Selbstarchivierung ihrer wissenschaftlichen Publikation garantiert, bezieht sich nur auf Veröffentlichungen in Periodika, also in regelmäßig erscheinenden Zeitschriften, nicht jedoch auf Monografien.[27]

- Kosten: Es ist teurer, eine elektronische Monografie mit bis zu mehreren hundert Seiten zu produzieren, als einen Fachartikel oder Paper, das noch dazu einen formalisierten Aufbau hat und beispielsweise ohne Register auskommt. Dies trifft insbesondere auf E-Books zu, die aufwändig gesetzt und möglichst barrierearm aufbereitet werden sollten. Die Druckkostenzuschüsse und BPC sind daher höher als für die meisten Zeitschriftenartikel, weshalb die Finanzierung der zusätzlichen Open-Access-Gebühr durch die Autoren bzw. ihre Forschungseinrichtungen oft nur mit Hilfe von zusätzlichen Monografienfonds erreicht werden kann, was den Verwaltungsaufwand für die Autoren weiter erhöht.

- Sprachliche Diversität: In den Geistes- und Sozialwissenschaften dient Sprache in stärkerem Maße als in den Naturwissenschaften als analytisches und interpretierendes Werkzeug, sie bildet die Grundlage für kulturelle Einordnung und Kontextualisierung.[28] Daher ist die Verwendung einer Lingua franca wie Englisch in den Naturwissenschaften, Technik und Medizin (engl. STM für Science, Technology, Engineering, Medicine) für Wissenschaftler in den Geistes- und Sozialwissenschaften (engl. HSS für Humanities and Social sciences) kaum eine Option, was den potenziellen Markt für Verlage im Vergleich zu den STM drastisch einschränkt.[28] Dies spiegelt sich auch in der sprachlichen Vielfalt der im DOAB indexierten Bücher wider, hier finden sich Bücher in etwa 100 verschiedenen Sprachen.[29] Durch die kleineren Märkte[9] in vielen verschiedenen Sprachen ist es für die vielen kleinen Fachverlage ohnehin kaum möglich, wirtschaftlich zu arbeiten, was die Möglichkeiten für die Etablierung neuer OA-Konzepte stark behinderte (siehe jedoch weiter unten: die Open-Access-Programme der Verlage).

## Forschungspolitik
Forschungspolitisch werden Open-Access-Monografien durch viele Initiativen gefördert, darunter fällt die Entwicklung von Leitlinien und Strategien, so zum Beispiel die des Wissenschaftsrats und die der Forschungsförderer (z. B. des Konsortiums cOAlition S, von JISC, UK Research and Innovation (UKRI), dem Schweizerischen Nationalfonds, der DFG dem BMBF) und die Förderung von Forschungsprojekten wie zum Beispiel das bereit erwähnte OAPEN, von PALOMERA (Policy Alignment of Open Access Monographs in the European Research Area) oder COPIM (Community-led Open Publication Infrastructures for Monographs).
Open Access gewinnt in den Digital Humanities dadurch immer stärker an Bedeutung.
Wichtige Akteure bei der Umsetzung der Förderung sind die wissenschaftlichen Bibliotheken, die sich als Hauptkäufer von Monografien in kleinen Märkten zu Konsortien zusammenschließen und mit den kleinen Fachverlagen gemeinsam an Open-Access-Lösungen arbeiten können. Als Verwalter von Informationsbudgets und Unterstützer der Wissenschaftler beim Publizieren können die Bibliotheken Open Access durch institutionelle Monografienfonds unterstützen.

## Verlage
Nahezu alle etablierten, kommerziellen, größeren und kleineren geisteswissenschaftlichen Fachverlage in Deutschland und auch international haben inzwischen Programme zur Herausgabe ihrer Bücher unter Open-Access-Bedingungen. In einer Umfrage der Association of University Presses (AUP) gaben 2021 70 % der antwortenden Mitglieder der AUP an, Open-Access-Bücher zu publizieren.
Im Jahr 2000 lag der Anteil der Open Access veröffentlichten Bücher einer Umfrage unter englischsprachigen Wissenschaftsverlagen zufolge, die etwa 75 % der in dem Jahr veröffentlichten Monografien abdecken, bei den meisten unter 10 %, bei einigen bis zu 25 %. 
Die Verlage erwarteten eine Zunahme von Open Access und eine Diversifizierung digitaler Formate für die Folgejahre. Sie erwarten außerdem, dass es weiterhin die Möglichkeit geben wird, die Werke in gedruckter Form zu erwerben.
Im Zuge des Erstarkens von Open Access wurden seit den 1990ern außerdem an vielen Universitäten, vor allem in den USA, Australien, Deutschland und Großbritannien, neue, kleine nichtkommerzielle Universitätsverlage und universitäre Publikationsdienste gegründet, die oftmals an den wissenschaftlichen Hochschulbibliotheken angesiedelt sind.
Für den deutschsprachigen Raum übernehmen diese nichtkommerziellen, institutionellen Verlage und Publikationsdienste einen guten Teil der Open-Access-Buchpublikationen. Institutionelles Publizieren ist ein wichtiger Bestandteil des Wissenschaftsgeleiteten Publizierens, das auch als Scholar-led publishing bezeichnet wird und dem als Alternative zum Publizieren in kommerziellen Verlagen großes Potenzial zum Erreichen der Open-Access-Transformation zugeschrieben wird.
Auch einige von Institutionen unabhängige, reine Open-Access-Verlage, die Monografien publizieren, wurden gegründet, dazu gehören beispielsweise Ubiquity Press (2008), Open Book Publishers (2008),
Open Humanities Press (2006), und Initiativen wie TOME (Toward an Open Monograph Ecosystem, 2015).
Viele der genannten Verlage sind im 2008 gegründeten Verlegerverband Open Access Scholarly Publishing Association (OASPA) zusammengeschlossen.

## Qualitätssicherung
Open-Access-Monografien, die in wissenschaftlichen Fachverlagen erscheinen, durchlaufen dieselben Mechanismen der Qualitätssicherung wie die Bücher, die Closed Access bleiben. Welche Maßnahmen dies im Einzelnen sind, hängt von der Publikationskultur der jeweiligen Fachdisziplin und den Gepflogenheiten des jeweiligen Fachverlags ab.
Die Arbeitsgemeinschaft der Universitätsverlage hat Empfehlungen für Qualitätsstandards von Open-Access-Monografien erarbeitet, die beispielsweise von der DFG als Fördervoraussetzung für OA-Monografien genannt werden. Zu den Aspekten der Qualitätssicherung beim wissenschaftlichen Publizieren, die auch für Monografien gelten, gehören Peer Review, Lektorat, Projektmanagement in Form von Planung und Durchführung des Publikationsvorhabens, Ausstattung und Herstellung eines E-Books und einer etwaigen Druckfassung, Indexierung in Katalogen und Datenbanken und Langzeitarchivierung.

## Finanzierung
Für wissenschaftliche Bücher sind seit langem Druckkostenbeiträge etabliert, die von den Autoren oder Institutionen an die Verlage für die Veröffentlichung zu leisten sind. Das „Author pays“-Konstrukt des Goldenen Open-Access-Wegs wird daher für Monografien schon längst praktiziert. Die Kalkulation der Verlage schließt jedoch oft den Verkauf der gedruckten Bücher mit ein. Steht ein kostenfreies E-Book zur Verfügung, wird ein Ausfall der Einnahmen durch Druckverkäufe befürchtet, die über eine zusätzliche Open-Access-Gebühr (Book processing charge) geschlossen werden soll.
Das Projekt OpenAPC stellt die Kosten für BPC der beitragenden Institutionen bereit.
Die BPC bewegen sich überwiegend im hohen vierstelligen Bereich, je nach Verlag zwischen 4.500 und über 13.000 €. Begründet werden die hohen Beträge dadurch, dass durch die OA-Bereitstellung der der Verkauf der gedruckten Version, zum Beispiel an Bibliotheken, die sonst einen großen Teil der Absätze ausgemacht hat, nur noch eingeschränkt stattfindet. BPC ermöglichen für die Verlage eine sichere Kalkulation, da bereits im Moment des Publizierens alle Kosten beglichen sind.
Im deutschsprachigen Raum wurden zur Finanzierung dieser Open-Access-Gebühren verschiedene Monografienfonds gegründet,
zum Beispiel bei der Leibniz-Gemeinschaft
außerdem gibt es weitere Finanzierungskonzepte. Einige neu gegründete, reine Open-Access-Verlage finanzieren sich über eine Mischung aus dem Verkauf der Print-Varianten, Zuschüssen aus Förderanträgen und Spenden.
In den USA haben das National Endowment for the Humanities (NEH) und die Andrew W. Mellon Foundation ein Förderprogramm für Verlage finanziert, die Teile ihrer Backlists digitalisieren und Open Access zur Verfügung stellen.
Crowdfunding-Projekte wie unglue.it oder Knowledge Unlatched versuchen, Spenden zu sammeln, um einzelne Werke freizukaufen.
Das BPC-Modell zur Finanzierung von Open-Access-Büchern ist umstritten, weil kommerzielle Verlage die tatsächlichen Produktionskosten für ihre Bücher nicht transparent machen. Einen Beitrag zur Transparenz leistete 2020 der nichtkommerzielle Open-Access-Verlag Open Book Publishers, der die First Copy Costs seiner Bücher veröffentlichte. Sie lagen 2020 bei £5266 pro veröffentlichtem Buchtitel.

## Formate, Publikationssoftware, Publikationsunterstützung
Bei Open-Access-Büchern kommen vor allem die Formate PDF, EPUB und XML zum Einsatz. Als Open-Source-Publikationssoftware wurde beispielsweise vom Public Knowledge Project das webbasierte Open Monograph Press (OMP) entwickelt, zum Management von Metadaten und zur Unterstützung der Open Infrastructure die Plattform Thoth gegründet. 
Seit Februar 2025 bietet der „OA-Finder“ der Informationsplattform open-access.network, der Autoren bei der Auswahl einer Open-Access-Zeitschrift unterstützen möchte, auch Informationen zu Open-Access-Buchverlagen an.